# Orietta Grendi
Orietta Grendi Cornejo (Santiago de Chile) es una actriz, investigadora y gestora cultural chilena, conocida popularmente por su papel televisivo Amanda Del Villar.

## Biografía
Cursó sus estudios de actuación en la Escuela de Teatro de la Pontificia Universidad Católica de Chile (PUC). Obtuvo un diplomado en Archivística, Gestión de documentos y Administración de archivos en la Asociación Latinoamericana de Archivos (ALA) y en la Universidad Autónoma de San Luis Potosí (México). 
También ha sido especializada en diplomado de Gestión del Patrimonio Cultural Inmaterial de la Universidad Nacional de Córdoba (UNC, Argentina) y Gestión Pública y Privada en la Universidad Alberto Hurtado. Grendi también cuenta con estudios de Gestión Pública para el Desarrollo Territorial (FLACSO).
Fue directora del Museo de Arte Colonial de San Francisco (Iglesia de San Francisco, Santiago, Chile).

## Carrera artística
Entre 1988 y 1997 trabajó como actriz de telenovelas para Canal 13 (Chile) y Televisión Nacional de Chile (TVN). También tuvo un arduo trabajo en teatro con obras como Sexy Boom (1991) y Romualdito (1993).
En 2005 encarnó a la regidora institutriz Amanda Del Villar en el reality Granjeras de Canal 13, donde enfrentó y dictó clases de modales y buenas costumbres a las participantes. Su rol ha alcanzando popularidad en televisión y ha sido invitada a diversos programas de telerrealidad. 
Ha sido monitora de talleres de teatro para jóvenes en situación de vulnerabilidad social en Fundación Fe y Alegría, de la Compañía de Jesús.

## Gestión cultural
Asumió el cargo de directora de Museo de Arte Colonial San Francisco entre enero y diciembre de 2019. Durante su gestión, se conmemoraron los 50 años de la apertura del museo, y se recuperaron Monumentos Nacionales desde el fundo del empresario Raúl Schüler.
Colaboró en la restauración de la Iglesia El Monte en Santiago, ha realizado inventarios de bienes patrimoniales religiosos y catalogación fotográfica (Iglesia Nuestra Señora de Luján). Gestora y coordinadora de proyectos comunitarios en Villa O'Higgins (Aysén), donde también fue asesora del Museo Padre Ronchi. También ha sido investigadora independiente en área de etnografía, fotografía, gestión documental, memoria fragmentada y patrimonio cultural inmaterial y relacionadora pública de la Escuela de Arte UC.
Desde 2020 es colaboradora de Archivo Sonoro de Chiloé, junto a Víctor Contreras Scorsoni. Orietta Grendi es la fundadora del Primer Conversatorio Regional de Museos: Patrimonio en peligro. 
Actualmente es autora y directora de Patrimonio Marginal, concepto desarrollado con el objetivo de conocer y fortalecer el estudio de aspectos de la cultura material e inmaterial que no forman parte del ámbito de las políticas públicas sobre el patrimonio, y encargada de comunicaciones de la Comunidad Parroquia Curaco de Vélez.

### Publicaciones
- 2015: Colonización del barrio Caupolicán en Santiago de Chile / Barrio Italia una marca souvenir[5][6]
- 2020: Memorias de un pueblo olvidado: Chaitén[7]

## Filmografía
| Año  | Título                | Personaje | Director        | Ref. |
| ---- | --------------------- | --------- | --------------- | ---- |
| 1990 | Hay algo allá afuera  |           | Pepe Maldonado  |      |
| 2000 | Mi famosa desconocida | Samantha  | Edgardo Viereck |      |
| 2007 | Función de gala       |           | Gregory Cohen   |      |

| Año  | Título               | Personaje      | Cadena   | Ref. |
| ---- | -------------------- | -------------- | -------- | ---- |
| 1988 | Bellas y audaces     | Berta          | TVN      |      |
| 1991 | Volver a empezar     | Virginia       | TVN      |      |
| 1994 | Champaña             | Agatha         | Canal 13 |      |
| 1994 | Top secret           | Rosita         | Canal 13 |      |
| 1995 | El amor está de moda | Myriam         | Canal 13 |      |
| 1995 | Juegos de fuego      | Isidora        | TVN      |      |
| 1996 | Adrenalina           | Mirna Maluenda | Canal 13 |      |
| 1997 | Rossabella           | Sabina         | Mega     |      |

| Año  | Título                 | Personaje   | Cadena | Ref. |
| ---- | ---------------------- | ----------- | ------ | ---- |
| 1997 | Las historias de Sussi | Chica Pérez | TVN    |      |
| 2004 | El cuento del tío      | Luisa       | TVN    |      |
| 2006 | Casado con hijos       | Doctora     | Mega   |      |

| Año  | Título                               | Papel                 | Notas    | Ref.   |
| ---- | ------------------------------------ | --------------------- | -------- | ------ |
| 1995 | Teatro en Canal 13                   | Rosa / Ester / Felisa | Canal 13 |        |
| 2001 | A la suerte de la olla               | varios                | Canal 13 |        |
| 2005 | Granjeras (reality show)             | Amanda Del Villar     | Canal 13 |        |
| 2009 | 1810 (reality show)                  | Amanda Del Villar     | Canal 13 | [ 8 ]  |
| 2012 | Pareja perfecta (reality show)       | Amanda Del Villar     | Canal 13 |        |
| 2016 | ¿Volverías con tu ex? (reality show) | Amanda Del Villar     | Mega     | [ 9 ]  |
| 2018 | Bienvenidos                          | Amanda Del Villar     | Canal 13 | [ 10 ] |
| 2024 | ¿Ganar o servir? (reality show)      | Amanda Del Villar     | Canal 13 | [ 11 ] |

## Teatro
Listado de obras incompleto:
- 1991: Sexy Boom (dir.: Eduardo Soto, Teatro del Ángel)[12]
- 1993: Rumualdito (dir.: Cristián Uribe, Teatro Carrera)[13]
- 2003: Más Zarzuela (dir.: Eduardo Soto; Fundación Telefónica)[14]
- 2006: Esperando la cigüeña (dir.: Jesús Codina, Teatro San Ginés)[15]